# Manoel Urbano
Pour les articles homonymes, voir Manoel.
Manoel Urbano est une ville brésilienne du centre de l'État de l'Acre. Sa population était estimée à 6 905 habitants en 2006. La municipalité s'étend sur 9 387 km2.

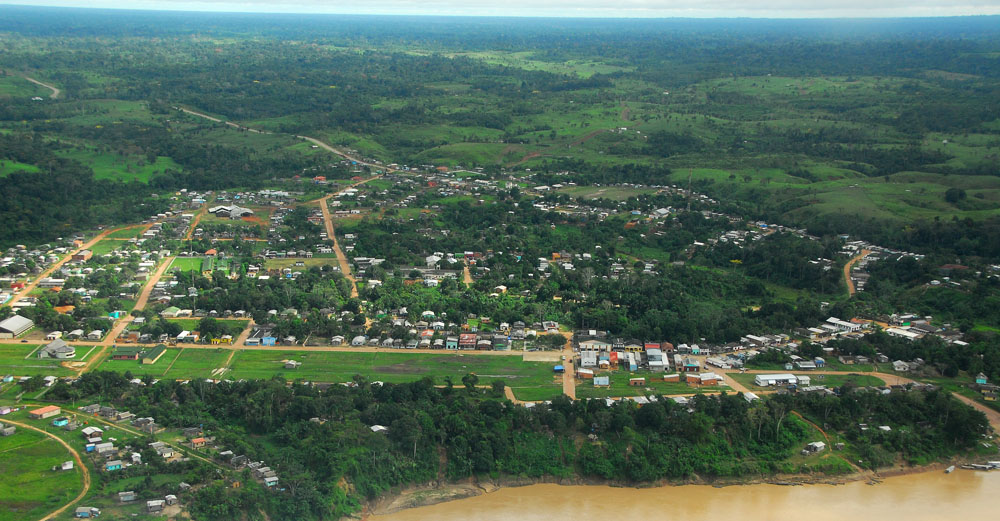
Vue aérienne de Manoel Urbano, Acre

## Maires
| Période | Période | Identité       | Étiquette | Qualité |
| ------- | ------- | -------------- | --------- | ------- |
| 2009    | 2012    | Manoel Almeida | PP        |         |